# الدكارة (الورتزاغ)
الدكارة هو دُوَّار يقع بجماعة أورتزاغ، إقليم تاونات، جهة فاس مكناس في المملكة المغربية. ينتمي الدوّار لمشيخة الورتزاغ التي تضم 18 دوار. يقدر عدد سكانه بـ 328 نسمة حسب الإحصاء الرسمي للسكان والسكنى لسنة 2004.

## روابط خارجية
- البوابة الوطنية للجماعات الترابية
- المندوبية السامية للتخطيط